# Miotonia congenita di Thomsen
La  miotonia congenita di Thomsen  è una delle due principali forme di miotonia congenita. Si tratta di una malattia genetica a trasmissione autosomica dominante caratterizzata da un'anomalia del rilasciamento muscolare dopo contrazione. La modalità di trasmissione genetica e alcune caratteristiche minori la distinguono dalla Miotonia congenita di Becker, a trasmissione autosomica recessiva.

## Sintomatologia
Fra i sintomi e i segni clinici ritroviamo rigidità dei muscoli, miotonia e ipertrofia muscolare, è differente quindi dalla ipertrofia neurogena con la quale può cadere in differenziale; essi possono manifestarsi già alla nascita ma più spesso si evidenziano nell'infanzia. I sintomi peggiorano con il freddo. I legamenti possono soffrire di lassità.

## Eziologia
La causa è riscontrata in una mutazione genetica, mappata nel cromosoma responsabile in 7q35, "canale muscolare del cloro".

## Terapia
La terapia consiste nella somministrazione di farmaci che correggono la miotonia, come la chinina solfato, la procainamide e la mexiletina.